# Villa Gori
Villa Gori (nota anche come Villa Ginanneschi Gori) è una villa cinquecentesca di Siena situata in località Marciano, su un poggio nelle vicinanze della città, progettata da Baldassarre Peruzzi per la dimora dei conti Gori. A poca distanza si trova Villa Bargagli-Poggiarello, poi divenuta Hotel Garden, e Palazzo dei Diavoli.
L'ampio spazio aperto, che si apre di fronte alla villa, è ornato da aiuole e cinto da un muro nel quale si trovano due cancelli da cui si dipartono viali di lecci intrecciati, che formano una vera e propria galleria. Il primo, corrispondente all'asse principale dell'edificio, conduce alla ragnaia, l'altro, perpendicolare, termina nel teatro di verzura. Questo giardino costituisce un caso particolare per la presenza di due elementi isolati nel contesto di un paesaggio agricolo, costituito da frutteti e campi coltivati.
La ragnaia, rappresentata come un'isola verde di pianta labirintica, è un elemento tipico dei giardini del territorio senese nei quali svolgeva una duplice funzione: quella di riparo e refrigerio contro il caldo estivo, con alberi ad alto fusto, e quella d'area destinata alla caccia. Infatti, la radura con la quale termina la ragnaia, sulla sommità del poggio, costituisce un elaborato impianto dove venivano tese le reti per l'uccellagione.
Il teatro di verzura è interamente costruito da architetture arboree, che compongono una platea, un palcoscenico e le quinte, tre per lato, il tutto circondato da una doppia serie di lecci squadrati. La platea assume la forma di un parterre a ferro di cavallo, cioè un giardino con disegni geometrici, cinto da un muretto e caratterizzato da un arabescato ricamo di aiuole e vialetti di ghiaia. Fuori del teatro, immediatamente a ridosso della siepe esterna di lecci, in corrispondenza dei tre punti ortogonali al vialetto di accesso, svettano altrettanti cipressi.
Dal 2015 la Villa è di proprietà della GlaxoSmithKline (GSK) e precedentemente della Novartis.